# Jeffrey Godspower
Jeffrey Isima Godspower Johnson (Algeciras, Cádiz, 12 de julio de 2002), conocido como Jeffrey Godspower, es un jugador de baloncesto español con ascendencia nigeriana. Con 2 metros de estatura, juega en la posición de ala-pívot en el Club Melilla Baloncesto de la Primera FEB española.

## Trayectoria
Nacido en Algeciras, Cádiz y formado en las categorías inferiores de Unicaja Málaga, en la temporada 2020-21 logra debutar en Liga EBA con el filial cajista.
En la temporada 2021-22, firma por el Club Baloncesto Ciudad de Ponferrada de la Liga LEB Plata, en el que jugaría durante dos temporadas.
En la temporada 2023-24, firma por el Club Baloncesto Almansa de la Liga LEB Plata, con el que disputa 18 partidos en los que firmó 11 puntos, 6,8 rebotes y 1,4 asistencias para irse hasta los casi 13 créditos de valoración personal.
El 12 de julio de 2024, firma por el Club Melilla Baloncesto de la Segunda FEB, con el que disputó 35 partidos entre Copa y liga con play-offs, promediando 23 minutos por juego para sumar 9,3 puntos (53,5% en tiros de 2, en triples un 36% y en tiros libres un 52%), capturando 5,5 rebotes por partido, ofreciendo 1,3 asistencias y recuperando 1 balón para marcharse a los 9,5 créditos de valoración personal, logrando el ascenso a Primera FEB.
El 11 de junio de 2025, renueva su contrato con el Club Melilla Baloncesto para disputar la Primera FEB.

### Selección nacional
Fue internacional con la selección española sub-16 con el que logra la medalla de plata en el Europeo en 2018 disputado en Novi Sad en Serbia. Más tarde, sería internacional con la sub-19, así como en el combinado 3x3 de la selección española sub-21.